# سومور (مجارستان)
سومور (به مجاری:  Szomor) یک شهرداری در مجارستان است که در ناحیه تاتابانیا واقع شده‌است. سومور ۱۳٫۱۹ کیلومتر مربع مساحت و ۱٬۰۹۷ نفر جمعیت دارد.